# Dichiarazione di Panmunjom
La dichiarazione di Panmunjom per la pace, la prosperità e la riunificazione della penisola coreana è stata adottata tra il leader supremo della Corea del Nord, Kim Jong-un, e il presidente della Corea del Sud, Moon Jae-in, il 27 aprile 2018, nel corso del Vertice inter-coreano di aprile 2018, nella parte sudcoreana della Casa della pace nell'area di sicurezza congiunta.
Secondo la dichiarazione, i governi della Corea del Nord e della Corea del Sud hanno accettato di cooperare per porre fine ufficialmente alla guerra di Corea e al conflitto coreano, dando inizio a una nuova era di pace e condividendo gli impegni per porre fine alle divisioni e allo scontro avvicinandosi a una nuova era di riconciliazione nazionale, pace, prosperità e miglioramenti nella comunicazione e nelle relazioni inter-coreane.
Questa dichiarazione include la denuclearizzazione della penisola coreana.

## Riassunto della dichiarazione

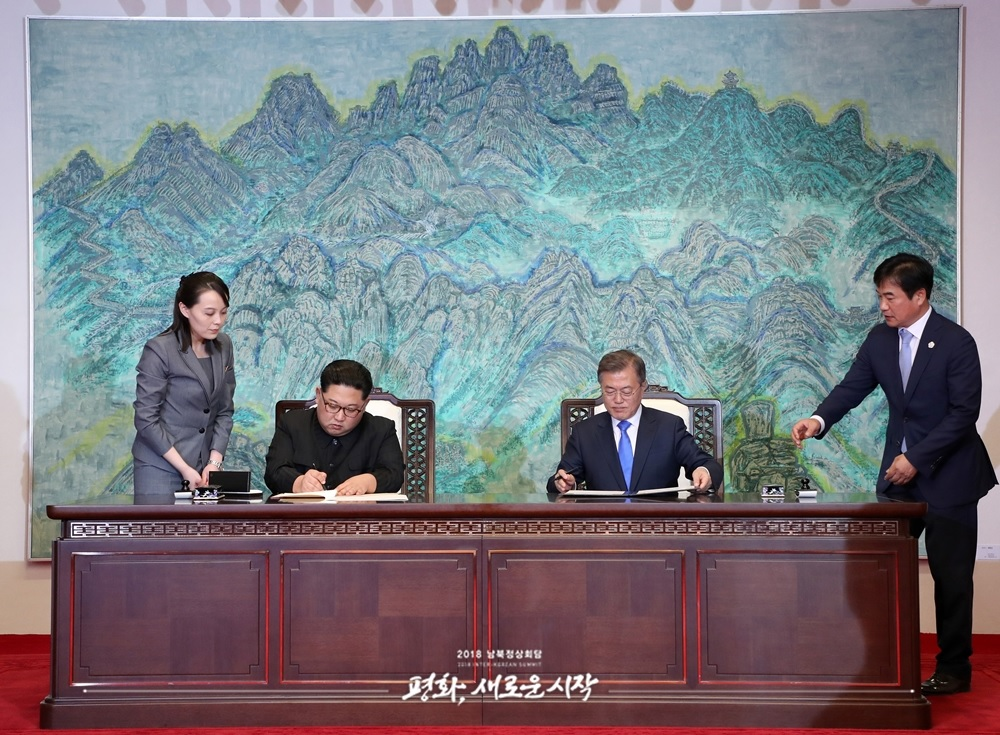
Moon Jae-in e Kim Jong-un firmano la dichiarazione di Panmunjom

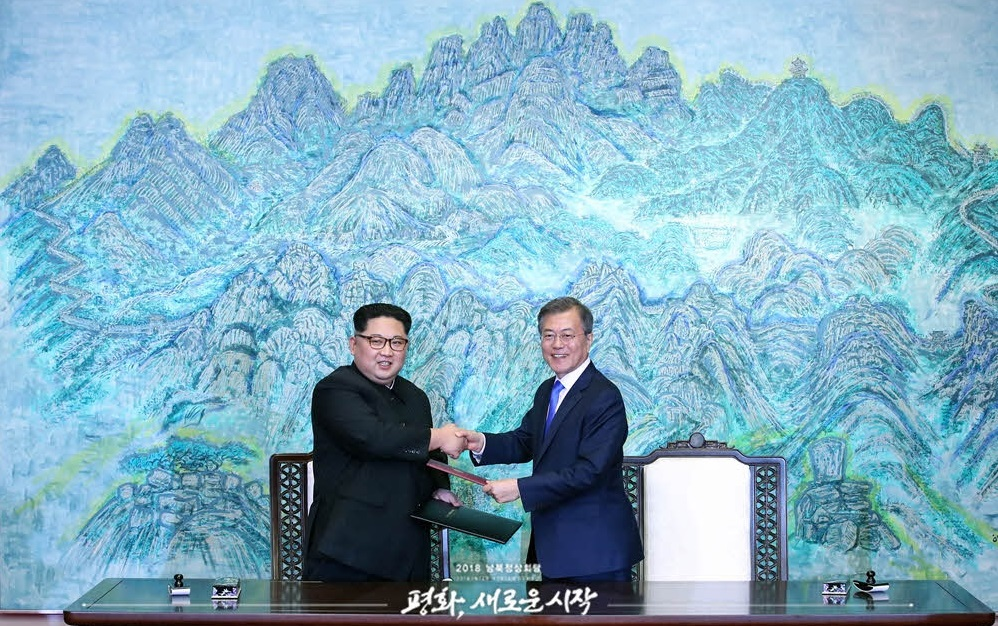
Moon Jae-in e Kim Jong-un detengono la dichiarazione di Panmunjom

Durante questo importante periodo di trasformazione nella penisola coreana, che riflette la costante aspirazione del popolo coreano alla pace, alla prosperità e alla riunificazione, il presidente Moon Jae-in della Repubblica di Corea e il presidente Kim Jong-un Repubblica Popolare Democratica di Corea hanno tenuto un vertice inter-coreano alla "Casa della pace" a Panmunjom il 27 aprile 2018.
I due capi hanno dichiarato solennemente agli 80 milioni di coreani e al mondo intero che non ci sarà più guerra nella penisola coreana e che quindi è iniziata una nuova era di pace.
1. Promuovere la prosperità comune e la riunificazione della Corea attraverso il miglioramento e lo sviluppo delle relazioni inter-coreane.
- Continuare i colloqui ad alto livello per la piena attuazione dell'accordo
- Istituzione dell'ufficio di collegamento congiunto a Gaeseong tra Corea del Sud e Corea del Nord
- Cooperazione e scambi bilaterali
- Il 15 agosto 2018 i colloqui e le riunioni delle famiglie separate della Croce Rossa inter-coreana
- Collegamento e ammodernamento delle strade con le ferrovie Donghae e Gyeongui

2. Eliminazione della tensione militare e sostanziale eliminazione del rischio di guerra.
- Cessazione di tutti gli atti ostili
- Progettazione di una zona di pace nella costa occidentale
- Istituzione di misure di mutua garanzia attraverso colloqui a livello militare

3. Stabilire un regime di pace per la penisola coreana permanente e pacifico.
- Accordo inviolabile
- Disarmo graduale
- In occasione del 65º anniversario dell'Accordo di armistizio coreano nel 2018, la Corea del Sud e la Corea del Nord cooperano strettamente con gli Stati Uniti e la Cina per stabilire un trattato di pace sulla penisola coreana dopo la fine della guerra di Corea del 1953.
- Terminare la completa denuclearizzazione della penisola coreana

I due capi hanno concordato, attraverso incontri regolari e conversazioni telefoniche dirette, di tenere discussioni frequenti e sincere su questioni vitali per la nazione, rafforzare la fiducia reciproca e sforzarsi congiuntamente per lo slancio positivo verso il continuo avanzamento delle relazioni inter-coreane e pace, prosperità e riunificazione della penisola coreana.
In questo contesto, il presidente Moon Jae-in ha accettato di visitare Pyongyang nell'autunno seguente.